# In Between Dreams
| Recensione | Giudizio |
| ---------- | -------- |
| AllMusic   | [ 1 ]    |

In Between Dreams è il terzo album in studio del cantautore statunitense Jack Johnson, pubblicato il 1º marzo 2005 dalla Brushfire Records.
L'album ha riscosso un successo notevole in Regno Unito e di conseguenza anche nel resto d'Europa, rendendo l'artista hawaiano noto al pubblico continentale. L'album ha venduto numerose copie soprattutto sull'iTunes Store, rimanendo in Top 10 per diverse settimane.

## Tracce
Testi e musiche di Jack Johnson, eccetto dove indicato.
1. Better Together – 3:27
2. Never Know – 3:32
3. Banana Pancakes – 3:11
4. Good People – 3:28
5. No Other Way – 3:09
6. Sitting, Waiting, Wishing – 3:03
7. Staple It Together – 3:16 (testo: Jack Johnson – musica: Jack Johnson, Merlo Podlewski)
8. Situations – 1:17
9. Crying Shame – 3:06 (testo: Jack Johnson – musica: Jack Johnson, Adam Topol)
10. If I Could – 2:24
11. Breakdown – 3:32 (testo: Jack Johnson – musica: Jack Johnson, Dan the Automator, Paul Huston)
12. Belle – 1:42
13. Do You Remember – 2:24
14. Constellations – 3:21

Durata totale: 40:52

## Formazione
- Jack Johnson – chitarra acustica, voce
- Merlo Podlewski – basso
- Adam Topol – batteria, percussioni
- Zach Gill – pianoforte (tracce 4 e 6), fisarmonica (traccia 12)

### Produzione
- Mario Caldato Jr. – ingegneria del suono, missaggio, produzione
- Robert Carranza – ingegneria del suono, missaggio
- Bernie Grundman – mastering
- Thomas Campbell – fotografia, foto di copertina
- Dave Homcy – fotografia
- Dave Lively – direzione artistica, design
- Jeff Motch – direzione artistica, design